# アメリカ合衆国の現代キリスト教
アメリカ合衆国の現代キリスト教（アメリカがっしゅうこくのげんだいキリストきょう）では、アメリカ合衆国における現代キリスト教について述べる。キリスト教およびキリスト教の歴史については別項を参照。
アメリカ合衆国のキリスト教の歴史(en)も参照。
アメリカ合衆国では、国民の約80%がキリスト教徒であり、かつプロテスタントの比率が高く、多数のプロテスタント教派が存立し、同一地域内で多様なキリスト教信仰がみられることに特徴がある。

## リバイバル
循環的なリバイバル（信仰復興）は、アメリカのキリスト教の特徴である。ジョージ・ホウィットフィールド、ジョナサン・エドワーズらの第一次大覚醒は、伝道活動の型を決定したと言われている。その後もカンバーランド長老教会を形成させたチャールズ・フィニーらの第二次大覚醒、ドワイト・ライマン・ムーディー、ルーベン・アーチャー・トーレーらの第三次大覚醒が起こった。

## 自由主義神学とキリスト教の論争
20世紀初頭に、アメリカのプロテスタント教派では、社会的福音と自由主義神学の是非を巡ってアメリカ合衆国長老教会 (PCUSA) を中心に重大な教理論争（メイチェン論争）が戦わされた。その結果、自由主義神学（リベラリズム）を採用する主流各教派（メインライン・プロテスタント、エキュメニカル派）と、聖書の無誤無謬を主張して五つの根本教義（ファンダメンタルズ）の堅持を訴える福音主義（ファンダメンタリズム=キリスト教根本主義など）とに、プロテスタント諸教派が二分された。
五つの根本教義とは次のようなものである。
1. 聖書の霊感と無謬性
2. キリストの処女降誕
3. キリストの贖罪
4. 体の復活
5. 奇蹟

この論争の結果プリンストン神学校とアメリカ合衆国長老教会を追われたメイチェンらはウェストミンスター神学校、正統長老教会を設立した。

### 福音主義の特徴
福音主義 (Evangelicalism) キリスト教では、聖書の権威、キリストの処女降誕、復活、再臨、個人的救い（回心、新生）を信じている。聖書無謬を信じる根本主義者の多くは歴史的に認められてきた創造論を追認し、近代に登場したチャールズ・ダーウィン以降の進化論を聖書と矛盾するものとして退ける（根本主義に分類されない教派にも、創造説を支持するものがある）。アメリカの一部の州では、公教育で創造説あるいは進化論を教える是非が根本主義者によって裁判で問われ、一部の州は創造説を教えることを義務づけるに至った。

### 主流派の特徴
一方、主流派と呼ばれるリベラル-エキュメニカル諸派は北アメリカにおける多数派として政治的主導権を有していたが、ベトナム戦争が膠着するに及び、青年層の中で西欧キリスト教文明の終焉が強く意識されるようになり、文明の転換を禅などの東洋思想に求めるカウンターカルチャー（対抗文化運動）が起こった。非キリスト教的な瞑想やコミューン、環境保護、ロック、麻薬、反戦平和、伝統的権威の否定、性の解放といわれる乱交が、青年層を越えた社会現象となるにつれ、メインラインの諸教会は神学思想的にはそれらの風潮に迎合して「世俗化」したが、そのためかえって福音の言葉の力強さを損ない、また礼拝形式的には時代の変化に即応できず、大衆の心を掴む力が弱まり影響力は低下して行った。

### 福音派の対応
これに対して、福音派は全米福音同盟を設立した。
またビリー・グラハムに代表される大衆伝道者らが、18世紀来のリバイバル運動の伝統であるキャンプ・ミーティング（天幕伝道集会）を、野球場などを使う大規模な回心集会を全米各地で展開した。伝道集会では単純な十字架の福音を宣べ伝えた。また、説教や礼拝の中継を通しても伝道メッセージを伝えた。キャンパス・クルセード・フォー・クライストの「四つの法則」にみられる基本教理をコンセンサスとし、視聴者の現実の問題に訴えて宣教するテレビ伝道番組が人気を集め、テレヴァンジェリスト（テレビ伝道者）という新しい大衆伝道者のスタイルが確立し、テレビ伝道専門テレビ局ができるまでに至った。その代表がCBNのパット・ロバートソンである。
福音派においては、自由主義神学とは違う系統の保守的な教理体系が発展し、学問機関ウェストミンスター神学校、ホイートン大学、フラー神学大学、トリニティ神学校で指導者が育成され、クリスチャニティ・トゥディを通して教職者から一般信徒にまでこの福音主義信仰が広まった。
これらの活動の結果、福音派はリベラル派から多くの改宗者を獲得して、その信徒数は政治的にも影響を与えるまでに至った。これは、新福音主義、第四次大覚醒とも呼ばれている。

### ジーザス・ムーブメント
1960年代終わりには、ジーザス・ムーブメント（ジーザス革命）が起こった。麻薬、ロック音楽、セックスに浸っていたヒッピーが大挙してイエス・キリストを信じると告白し、教会が拡大していったのである。カリフォルニア州、チャック・スミスが牧会するカルヴァリー・チャペルがその代表である。ヒッピーたちは短期間に何千人も回心し、スミスは数ヶ月で約1万5,000人に洗礼を授けたという。

### 教会成長学
ヒッピーたちが教会の主要なメンバーになるにつれ、福音派や聖霊派（ペンテコステ派）の中からは、カウンターカルチャーに対して大胆な文化適合 を行い、ゴスペル、黒人霊歌、世俗音楽、ポップス、ロックなどの現代的な音楽を教会音楽に採り入れるなど、非伝統的なスタイルで礼拝を行う新しい教会が出現した（ただしロック音楽の導入には福音派、聖霊派内部に根強い反対がある）。この時期に一個の教会が短時間で数千人から1万人の会員を擁するという「教会成長」が起こった 。この教会成長は、アメリカの教会が信者の実際的な必要に応えて行ったことも大きいとされ、貧民の救済などが行われている。教会の成長に注目し、マーケティング理論や社会学を援用して教会成長の要因を分析する教会成長学も生まれ、学問としての教会成長学はフラー神学大学で発展した。マックギャブランとピーター・ワグナーがその権威である。しかし、方法論については非難の声もある。教会成長に肯定的な意見は、「健全なキリスト教会は必ず成長する」というものであり、反対意見は「人為的なものではないか」というものである。なお、現代的な音楽を採り入れた新しい教会音楽は、コンテンポラリーゴスペルやワーシップソングと呼ばれ、新しい教会の成長とともに需要が拡大し、レーベル会社が設立され、音楽業界の中で確固とした市場を確立するに至っている。エキュメニカル派教会の中にも、これらの成功事例を分析し、礼拝形式の現代化に着手するものが現れている。

## 聖霊派の起こり
その一方で、北アメリカでは、異言を強調するペンテコステ派を聖霊の第一の波とし、1960年代からは第二の波と呼ばれるカリスマ運動が米国聖公会を端緒として、自由主義神学を採用するメインラインの諸教派の一部にも広がり、さらに、ローマ・カトリック教会にまで影響を及ぼした（カトリック・カリスマ刷新）。

## 福音主義団体とエキュメニカル団体
1960年代以降、世界教会協議会 (WCC) が反戦平和や南北問題など政治色を強め、自由主義神学を採用するエキュメニカル派中心の運動となるにつれて、福音派は世界教会協議会から距離を置いて世界福音同盟を形成し、また世界宣教を目的としてローザンヌ世界宣教会議を開いている。

## 1960年以降

### カトリック大統領と公民権運動
ジョン・F・ケネディは1961年、アメリカ合衆国で最初のローマ・カトリックの大統領となった。ケネディはマーティン・ルーサー・キング・ジュニア（キング牧師）らの公民権運動に協力したが、二人とも暗殺された。

### 中絶容認派と生命尊重派
1973年のロー対ウェイド判決が人工妊娠中絶を合憲としたことに保守的なクリスチャンは衝撃を受け、政治的な手段も用いてこれに対抗するようになった。以来、中絶容認派（プロチョイス、選択尊重派）と中絶反対派（プロライフ、生命尊重派）のいずれの立場にあるかが、大きく選挙の集票を左右するようになった。この是非について広告を通じた活発な宣伝工作があり、賛否両陣営の対立が先鋭化している。こうしてアメリカの保守的なキリスト教勢力は政治に関わるようになっていった。それまで社会活動と政治運動はおもにリベラル派（エキュメニカル派）が行っていたのである。
1976年に大統領となった南部バプテスト教会のジミー・カーターは最初のボーン・アゲイン（新生）した大統領と呼ばれた。次のロナルド・レーガン大統領はジェリー・ファルエル (Jerry Falwell) ら保守的なテレビ伝道者の協力を得て大統領になったと言われる。テレビ伝道者たちの多くは道徳的な堕落と考えるものを厳しく指摘することで知られ、プロライフ（生命尊重派）の候補者は、堕胎や同性愛を罪と教える保守的なキリスト教勢力の支持を得やすいのである。ローマ・カトリックを含む保守的なキリスト教勢力はプロライフを強調している。80年代以降に、中絶を行う医師や病院に対して封鎖作戦を実行したり、極端な場合は危害を加えたりするなどの犯罪に至るものもごく少数ながらおり、社会問題となっている。

### リベラル派の活動
一方でリベラル派は同性愛者（性的少数者）の権利拡大と人権擁護活動を進め、同性愛者のキリスト教会における結婚や牧師按手、聖職者按手、叙階を求めるようになり、これはエキュメニカル派の米国聖公会で実現された。またメトロポリタン・コミュニティ教会の成立を見た。リベラル派は中絶と同性愛を認める候補に投票する傾向にある。

### ブッシュ大統領
これに対して、保守的なキリスト教勢力の票はビリー・グラハムからバプテスマを受けた「ボーン・アゲイン・クリスチャン」ジョージ・W・ブッシュに流れ、彼の大統領就任に至った。彼が創造論の支持者で、堕胎や同性愛を認めないこともブッシュの集票につながった。またジョン・ケリー大統領候補がローマ・カトリック信徒でありながら、中絶容認派であったことは、ローマ・カトリックの票がブッシュに流れる原因となった。カトリックの高位聖職者たちはケリーに投票しないように呼びかけたのである。こうしてブッシュ大統領は2期目の当選を果たした。
ロウ対ウェイド判決の記念日1月22日に、毎年規模を拡大しつつ行われる、カトリック・プロライフの集会が2007年もワシントンD.C.最大のスポーツ・アリーナで行われ、2万人のカトリックの青年がミサといのちの行進に参加した。
2007年5月15日のジェリー・ファルエルの死に際し、ビリー・グラハムはすべての意見が一致していたわけではないとしながらも、ファルエルを「神の人」と呼び、親友の死を悲しんだ。ブッシュ大統領はファルエルが「信仰、家族、自由」を重んじる人だったと認めた。代表的なアメリカ・ファンダメンタリスト指導者の死であった。
2008年アメリカ合衆国大統領選挙ではバラク・オバマと黒人教会指導者ジェレマイア・ライト牧師の関係が問題になった。大統領となったオバマはリベラル派であるが、2009年のバラク・オバマ大統領就任式の開会の祈祷は福音派の著名な教会指導者リック・ウォレン牧師が担当した。閉会の祈祷は公民権運動の活動家ジョセフ・ローリー牧師だった。
2009年11月、正教会、カトリック教会、福音派の指導者が、マンハッタン宣言を発表。人間の生命の神聖、結婚の尊厳、良心と信仰の自由を守ることを誓う。正教会ではアメリカ正教会首座主教ヨナ・パフハウゼン、聖ウラジーミル神学校学長チャド・ハトフィールド、カトリック教会ではニューヨーク大司教ティモシー・ドーラン、ワシントン大司教ドナルド・ウイロウ、福音派では全米福音同盟議長ライス・アンダーソン、フォーカス・オン・ザ・ファミリー創設者ジェームス・ドブソンらが署名している。

## プロテスタント諸教派

### リベラリズム（主流派）
- デサイプル派クリスチャン・チャーチ
- 米国聖公会
- 合衆国長老教会
- 合同キリスト教会
- 合同メソジスト教会
- 米国合同長老教会

### エヴァンジェリカル(福音派）
- 南部バプテスト連盟
- ペンテコステ派チャーチ・オブ・ゴッド（聖霊派）
- アッセムブリ・オブ・ゴッド
- クリスチャン・アンド・ミッショナリー同盟
- 救世軍
- 自由メソジスト教会
- ナザレン教会